# 小行星4765
小行星4765（英語：4765 Wasserburg）是一颗围绕太阳公转的小行星。1986年5月5日，卡罗琳·舒梅克在帕洛马山发现了此天体。
这颗小行星的绝对星等为108.4204104107369等。